# Devade tenella
Devade tenella är en spindelart som först beskrevs av Viktor Tysjtjenko 1965.  Devade tenella ingår i släktet Devade och familjen kardarspindlar. Inga underarter finns listade i Catalogue of Life.